# خبز أحسائي
الخبز الأحمر الأحسائي أو الخبز الحساوي الأحمر هو نوع من الخبز، سعودي الأصل، ينتج في محافظة الأحساء في المنطقة الشرقية في المملكة العربية السعودية، حيث يتم يعتمد إعداده وتحضيره على مواد من البيئة المحلية في الأحساء. يسمي أيضًا بالخبز الأحمر، وخبز التمر، وخبز التنور.

## مكونات
تتكون مكونات الخبز الأحمر الأحسائي من طحين البر، وسكر التمر، وحبة البركة، والحلوة، والنخالة، والسمسم.

## الصنع
تبدا عملية تحضير الخبز بتحضي عجينة الخبز من خلال نقع التمر في الماء لفترة معينة، للحصول على ماء التمر الأسمر الذي يسمي بالنقيع، ثم تبدأ عملية العجين بخلط ماء التمر الأسمر مع طحين البر. ثم تتبع بوضع العجين في التنور ثم تتعرض للحرارة الشديدة في بيئة غير مكيفة.

## أنواعه
- الخبز الأحمر الأحسائي[1]
- الخبز الأحمر الأحسائي بالجبنة [1]
- الخبز الأحمر الأحسائي بالذعتر[2]
- الخبز الأحمر الأحسائي باللبنة[2]

## الفوائد
الخبز الأحسائي الأحمر غني بالبروتينات.

## أصل التسمية
اكتسب الخبز الأحمر الأحسائي الاسم الأحمر من نوع التمر المستخدم في تحضيره وهو تمر الخلاص الذي ينتج في مزارع الأحساء، ويعطي هذا التمر الخبز لونه الأحمر.

## الانتشار
أنتشر الخبز الأحسائي في السعودية، كما أنتشر في دول الخليج أيضًا، كما يوجد ركن للخبز الحساوي الأحمر في العديد من المهرجانات السعودية والخليجية.

## البيئة
الدخان المتصاعد بسبب استخدام الحطب وجريد النخيل في طهي الخبز يؤثر على الصحة العامة للإنسان.

## الإنتاج المنزلي
يوجد بعض الأفران أنتجت الخبز في المنازل، ولكن ليس بنفس النوعية والمذاق الذي يتم خبزه وصنعه من خلال التنور.